# Scare Dem Crew
Scare Dem Crew war eine jamaikanische Dancehall-Formation, welche in der zweiten Hälfte der 1990er Jahre große Erfolge auch außerhalb von Jamaika hatte. Die einzelnen Mitglieder waren die Deejays Elephant Man, Harry Toddler, Boom Dandimite und Nitty Kutchie. Der Name Scare Dem Crew gaben sie sich in Anlehnung an die Single Big Guns Scare Dem ihres Mäzens Bounty Killer.

## Geschichte
Mitte der 1990er Jahre suchte der jamaikanische Deejay Bounty Killer, der bekannt dafür war und ist, junge Musiktalente zu fördern, nach vier jungen, männlichen, individuellen Deejays für eine Dancehallformation. Der erste Name der Band lautete Seaview Familie. Den Namen wählten sie, da alle aus den Kingstoner Stadtviertel Seaview Gardens stammen. Die erste Single erschien 1995 auf dem jamaikanischen Label Ghetto Vibes und trug den Namen "Fight War". die Band wurde bald im gesamten karibischen Raum populär und nach dem großen Erfolg der Single "Big Guns Scare Dem" ihres Mentors Bounty Killer änderten sie ihren Namen um in Scare Dem Crew. Bekannt war die Gruppe vor allem wegen ihres staccato-artigen Toastings unterbrochen vom Gesang des Sängers Nitty Kutchie. Live fiel die Band vor allem durch extrem schrille Outfits, bunten Haare und wilde Bühnenshows auf, in denen sie des Öfteren Scheinwerfermasten erklommen oder durchs Publikum wanderten. Nach Streitigkeiten verließ 1999 Elephant Man die Band und widmet sich seitdem seiner äußerst erfolgreichen Solokarriere. Auch die anderen Künstler starteten Soloprojekte, die zwar ebenfalls gut verliefen, aber nicht an den Erfolg von E. Man heranreichten. 2008 kursierten Gerüchte, dass die Band ein Comeback starten wollte, welche die einzelnen Mitglieder aber dementierten.

## Diskografie

### Alben
- 1999: Scared from the Crypt (Blunt Recordings)
- 1999: The Album (Felony Records)

### Singles, Dublates
- 1995: Fight War (Ghetto Vibes)
- 1997: No Dance You No Know (Studio 2000)
- 1997: Kickin De Door (Massive B)
- 1997: Bed Room Manners (Border Clash)
- 1998: Bad Man Nuh Trace (Crimes Production)
- 1998: A Nuh Fi Wi Fault (Kennedy International)
- 1998: Kill Dem (Kennedy International)
- 1998: Girls Every Day (2 Bad Productions)
- 1998: Dis Scare Dem (Blunt Recordings)
- 1998: No Way (2 Bad Productions)
- 1998: What Girls Like (2 Hard Productions)
- 1998: New Clothes Every Day (Greensleeves Records)
- 1998: Scare Dem Way (Scare Dem Muzic)
- 1999: Party Time (Jamdown Records)
- 1999: Hype Life (Fat Eyes Records)
- 1999: Thugy Thugy (New Life)
- 1999: Fire Fire (Pot of Gold)